# 高知県立春野運動公園野球場

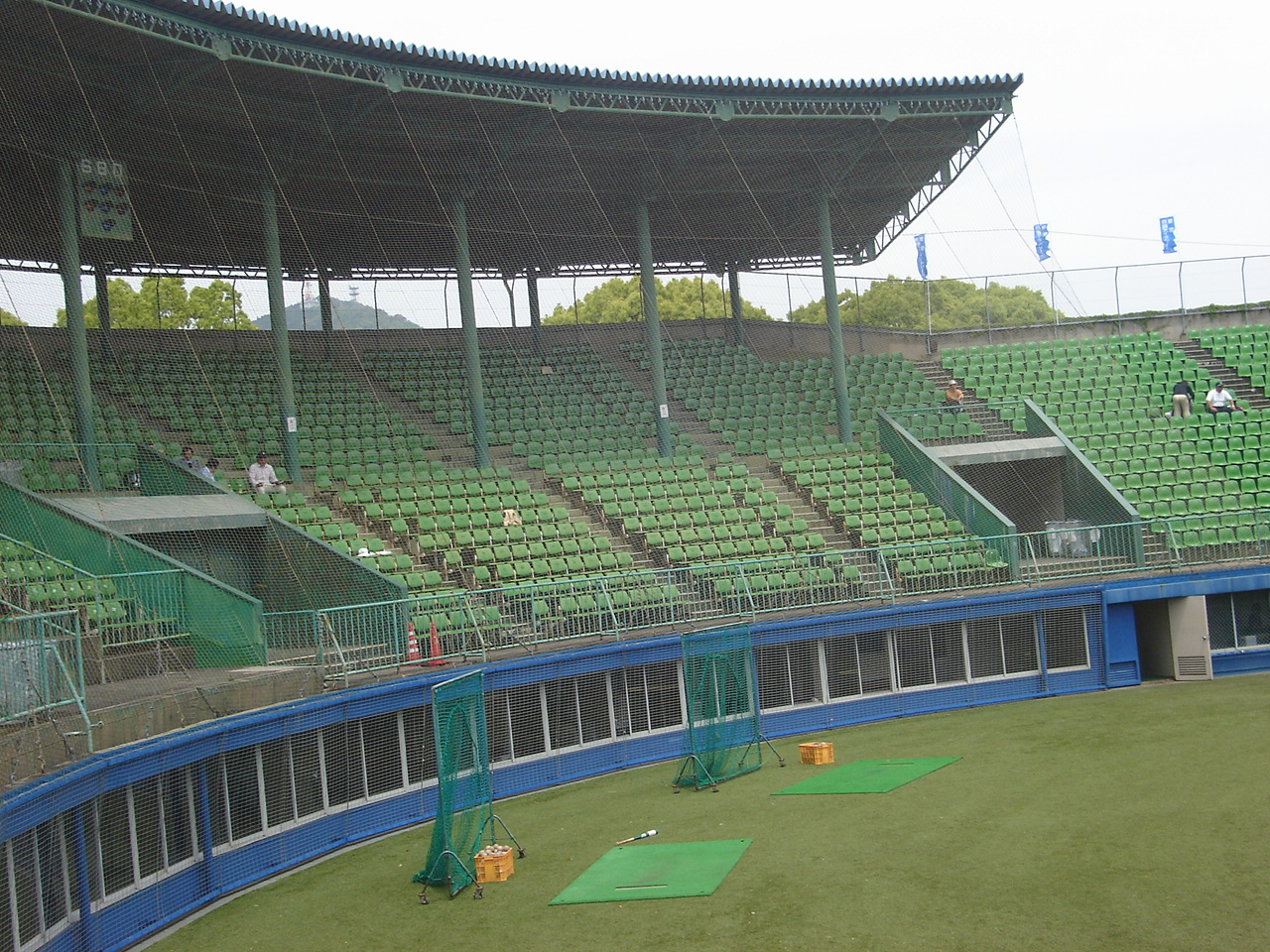
春野球場 内野スタンド

高知県立春野運動公園野球場（こうちけんりつはるのうんどうこうえんやきゅうじょう）は、高知県高知市春野町の同運動公園内にある野球場。2006年4月1日よりくろしお通信・須工ときわグループが管理を行っている。

## 歴史
1979年から2003年まで西武ライオンズ（現-埼玉西武ライオンズ）が春季キャンプを行っていた。現在は二軍春季キャンプとして張っている。高知市郊外の春野町にある高知県の総合運動公園にあり、メイン球場は2002年の国民体育大会の野球開催に併せて両翼を91mから100mに、中堅を120mから122mに拡張し、プロ野球公式戦開催規格に対応した。スコアボードは磁気反転式に改修のち、現在はLEDによるフリーボードとなっている。
1993年にはイースタン・リーグ開幕戦で松井秀喜（巨人）が同じく新人の伊藤智仁（ヤクルト）からファームながらプロ公式戦初本塁打を放った。
2010年以降はオリックス・バファローズ主催のオープン戦・阪神タイガース戦が行なわれている。2013年以降、毎年11月に韓国プロ野球・LGツインズの秋季キャンプが行われている。2005年からは高知ファイティングドッグス（独立リーグ・四国アイランドリーグplus）の試合が高知市野球場等と併用して行われていたが、2010年以降は開催されていない。

## ナイター設備設置計画
現在の当球場にはナイター設備はないが、県下に硬式野球に適したナイター設備のある球場が一つもないという状況を改善すべく、2009年3月に尾﨑正直知事が高知市などと本格的な検討に入ることを表明し、これを受けて同年4月に高知市は検討委員会を発足させた。検討委員会は同年11月20日に当球場を照明設置の第一候補と決定した。当時、予算が付き次第2010年度に着工の予定と報じられた。その後、2010年8月の県と市の連携会議で、高知市野球場にナイター設備を2012年春に設置することで合意したため、当球場への設置計画については見送られた。

## 施設概要
- グラウンド面積：13,553m2
- 両翼：100m 中堅：122m
- 内野：黒土混合土 外野：天然芝
- 収容人員：16,000人（メインスタンド：3,560人、内野スタンド：2,946人、外野芝生スタンド：9,482人、障害者席：12人）
内野スタンドに屋根あり
- スコアボード：LED式
- ナイター設備 なし

## 周辺施設
- 高知県立春野総合運動公園陸上競技場（2万人収容。ナイター設備あり よさこい高知国体秋季大会のメイン会場）
- 補助競技場
- ソフトボール球場
- 球技場
- 体育館

## 交通
- 路線バスの場合：とさでん交通バス「春野運動公園」下車
- マイカーの場合：高知自動車道 高知インターチェンジから車で30分